# Lib
Lib (ang. Lib Island, marsz. Ellep) – wyspa koralowa na Wyspach Marshalla na Oceanie Spokojnym. Należy do łańcucha wysp Ralik Chain. Według danych za rok 2011 wyspę zamieszkiwało łącznie 155 osób (wzrost w stosunku do 1999 roku, kiedy to liczba ta wynosiła 147), znajdowało się tu 18 domów.
Wyspa została odkryta 8 stycznia 1565 roku przez hiszpańskiego żeglarza Alonso de Arellano na pokładzie „San Lucas”.

## Geografia
Powierzchnia Lib wynosi 0,9 km², wyspa ma kształt trójkąta. W jej środku znajduje się staw z wodą pitną. Leży 65 km na południowy wschód od Namu. W przeszłości wyspę określano nazwami: Anderson, Elklep, Lep, Lileb, Lip, Princess Island i Princessa Island.
Lib porastają palmy kokosowe i pandany.